# Deglutinazione
In linguistica, la deglutinazione (o discrezione) è un processo diacronico di trasformazione della parola, in cui partendo dalla forma base o etimologica si ha l'aferesi della parte iniziale perché erroneamente scambiata per un articolo o altra particella e quindi staccata dal corpo della parola.
Esempio classico di deglutinazione in italiano è l'usignolo derivante dal latino lusciniŏlus trasformato poi in lusignolo e infine deglutinato perché la 'l' iniziale è stata scambiata per l'elisione dell'articolo lo.
La deglutinazione è anche alla base dell"anomalia" grammaticale 'gli dèi', in luogo di 'i dèi'. Dèi deriva, infatti, da iddei (plurale di iddio, a sua volta dovuto all'agglutinazione di il dio) che vuole l'articolo, canonico per i maschili plurali inizianti per vocale, gli, una volta frequentemente eliso davanti a parole inizianti per i-, da cui la scrittura "gl'iddei" oggi resa con "gli dèi". Comunque, in pronuncia tradizionale –toscaneggiante– il sintagma si pronuncia ancora /ʎidˈdɛi/, a causa del raddoppiamento fonosintattico voluto dalla parola dio/dei. La pronuncia neutra moderna preferisce /ʎiˈdɛi/.